# Falange
A Falange (spanyolul:Falange Española Tradicionalista de las Juntas de Ofensiva Nacional Sindicalista, rövidítése: FET de las JONS; magyarul : Nemzeti Szindikalista Offenzíva Juntáinak Tradicionalista Spanyol Falanxa) az 1930-as évektől kezdve több spanyol politikai mozgalom neve is, amelyek az olasz fasiszta mozgalom mintájára jöttek létre. A falange szó a görög phalanxot vagy frontot is jelenthet, ez utóbbit sok modern radikális mozgalom használta a 20. század első felében, mint a spanyol Népfront és Nemzeti Front. A párt tagjait falangistáknak (spanyolul: Falangistas) nevezik. A Franco rendszer 1975-ös vége óta több politikai szervezetre bomlott fel, amelyek a 21. században is működnek. A fő politikai mozgalom, amely a korábbi párt folytatása és a falangista hagyaték megőrzője a FE JONS.

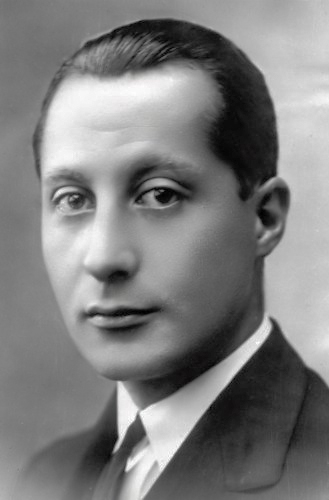
Jose Antonio Primo de Rivera halála évében, 1936-ban

Jelképük a járom és a nyílvesszők, a járom (spanyolul yugo), valamint nyílvesszők (las flechas) eredetileg a katolikus királyok (a járom Izabella, a nyilak Ferdinánd) jelképei voltak, amelyek azt testesítik meg, hogy az autoritárius állam igájára és a megsemmisítés nyilaira van szükség az eretnekség elpusztításához. A párt ideológiája alapításakor ellentmondásos volt, hiszen egyszerre volt konzervatív és szocialista valamint nacionalista is, valamint a fasizmussal is mutatott rokon jegyeket. Federico de Urrutia úgy határozta meg a Falange célját, hogy az „kiirtani a 19. század avítt, liberális, dekadens, szabadkőműves, materialista és elfranciásodott lelkületét, hogy helyette ismét a 16. század hősies és nemes fájdalma, birodalmi szelleme és Kasztília legendás lovagi erényei hassanak át bennünket.”
A Falangét, mint politikai szervezetet 1933-ban, a második spanyol köztársaság idején alapította José Antonio Primo de Rivera madridi ügyvéd, Miguel Primo de Rivera tábornok fia, aki az 1920-as években volt az ország diktátora XIII. Alfonz spanyol király alatt. Rivera tábornok a tervgazdálkodás híve volt. Fiának mozgalma sajnálta a rendszer bukását, és annak elveit kívánta feltámasztani, valamint programot dolgozott ki a nemzeti szindikalista társadalomszervezés megvalósítására. A mozgalomban sok olyan embert is részt vett, akik korábban Rivera tábornok Hazafias Uniójának tagjai voltak, és a Falange közismert személyek támogatására is számíthatott.
A falangizmus kezdetben csak bizonyos vonatkozásokban volt hasonló az olasz fasizmushoz. Ugyanúgy megvetette a bolsevizmust és a szocializmus többi formáját, valamint irtózott a demokráciától. A fasiszta feketeingesekhez hasonlóan a párt is saját félkatonai egységgel, a kékingesekkel rendelkezett. A Falange nemzeti szindikalizmusa azonban különbözött a fasiszták által támogatott korporativizmustól, és az Action Française, valamint az integrizmus eszméje gyakorolt rá nagy hatást. Először Ramiro Ledesma Ramos fogalmazta meg a La Conquista del Estado című lapjában közzétett kiáltványban 1931. március 14-én. A nemzeti szindikalizmus célja volt a nacionalizmus és a CNT által vallott anarchoszindikalizmus közötti szakadékot áthidalni a szindikalizmus közös felülvizsgálatával. A fasizmustól megkülönböztette őket az is, hogy mélyen katolikusok és konzervatívok voltak.
A spanyol jobboldal többi pártjával ellentétben a Falange köztársaságpárti, avantgardista és modernista elveket vallott, az olasz fasizmus eredeti szellemiségéhez hasonlóan. Egyenruhája és esztétikája hasonló volt a korabeli fasiszta és nemzetiszocialista mozgalmaiéhoz. Miután a pártot Francisco Franco összeolvasztotta a karlistákkal és alfonzistákkal, az elvesztette minden fasiszta jellegét, és feladta a társadalom forradalmi átalakításáról szőtt terveit, habár sok külsőségében fasiszta maradt.
A spanyol polgárháború idején a párt alapítóját a köztársaságiak letartóztatták és kivégezték, így a párt ideológiáját Franco használta fel céljaira. Amikor 1937-ben a Manuel Hedilla-féle baloldali szárny került a párt élére, Franco egy rendelettel összeolvasztotta a pártot a karlistákkal és az alfonzistákkal, és saját irányítása alatt létrehozta a Nemzeti Szindikalista Offenzíva Juntáinak Tradicionalista Spanyol Falangéját (spanyolul: Falange Española Tradicionalista y de las Juntas de Ofensiva Nacional-Sindicalista, FET y de las JONS), amely a pártállam kiépítésének magjává vált. A mozgalom egészen Franco haláláig, 1975-ig folytatta működését.

## Fordítás
Ez a szócikk részben vagy egészben  a   Falange című angol Wikipédia-szócikk ezen változatának fordításán alapul.  Az eredeti cikk szerkesztőit annak laptörténete sorolja fel. Ez a jelzés csupán a megfogalmazás eredetét és a szerzői jogokat jelzi, nem szolgál a cikkben szereplő információk forrásmegjelöléseként.